# Mac mini
Der Mac mini ist ein vom kalifornischen Computerhersteller Apple entwickelter Kompaktcomputer. Er wurde am 11. Januar 2005 auf der Macworld Expo in San Francisco der Öffentlichkeit vorgestellt.
Im Laufe seiner Entwicklung verlor die Mac-mini-Serie das interne DVD-Laufwerk, erhielt jedoch ein integriertes Netzteil (statt des ursprünglichen externen) sowie einen Lüfter hinzu. Die Geräte zeichnen sich durch ihre geringe Größe, eine ausgewogene Energieverwaltung und einen niedrigen Geräuschpegel aus. Gefertigt wird der Mac mini von dem taiwanischen Auftragshersteller Foxconn.

## Gehäuse
Das erste Modell des Mac mini aus dem Jahr 2005 wiegt ca. 1,3 kg und hat ein Gehäuse mit den Abmessungen 16,5 cm × 16,5 cm × 5,1 cm (entspricht 6,5 in × 6,5 in × 2 in), allerdings ist ein externes Netzteil nötig. Mit dem Modell von 2010, Modellnummer A1347, wurde der Mac mini wesentlich überarbeitet und ein in Aluminium gefertigtes Unibody-Gehäuse mit den Abmessungen 19,7 cm × 19,7 cm × 3,5 cm (7,7 in × 7,7 in × 1,4 in) verwendet, das Gewicht liegt inklusive des im Gehäuse verbauten Netzteils weiterhin, je nach Konfiguration, bei ungefähr 1,3 kg. Das Gehäuse des Modells aus 2024 wurde überarbeitet. Die Abmessungen wurden auf 12,7 cm × 12,7 cm × 5 cm reduziert und das Gewicht sank auf ca. 0,7 kg.

## Grafikleistung
Der Mac Mini ist nicht für grafikintensive Anwendungen wie den professionellen Videoschnitt konzipiert. Die Prozessor-GPU teilt sich ihren Speicher mit der CPU (Shared Memory). Für „klassische“ Anwendungsbereiche wie Textverarbeitung, Internet und Bildbearbeitungs-Aufgaben ist er ausreichend. Für das flüssige Betrachten von hochauflösenden Filmen (HD) war die Leistung der ersten Modelle nicht immer ausreichend. Bei dem Modell von 2018, Modellnummer A1993, ist es zudem via Thunderbolt 3 (USB-C) möglich, eine externe GPU (eGPU) anzuschließen, wodurch auch grafisch anspruchsvollere Anwendungen auf dem Mac mini möglich werden.

## Windows
Durch den Umstieg von Apple auf Intel-Prozessoren der x86-Architektur wurde die Installation von Windows von Microsoft auf Macintosh-Rechnern ohne Leistungseinbußen möglich, wie sie davor bei der Emulation auf der PowerPC-Architektur noch unumgänglich waren (etwa mit Virtual PC für Mac von Connectix, später Microsoft).
Anfangs wurde dies durch den Umstand erschwert, dass Apple sich für die alleinige Verwendung des BIOS-Nachfolgers Extensible Firmware Interface (EFI) entschied – das damals aktuelle Windows XP dies jedoch noch nicht unterstützte.
Anfang April 2006 veröffentlichte Apple eine öffentliche Betaversion von Boot Camp, das einen Einrichtungs-Assistenten und Windows-Treiber für das jeweilige Macintosh-Modell bereitstellt und unter Mac OS X Tiger (nur Intel-Version, ab 10.4.4, 2006) lief. Damit der Windows-Bootloader funktioniert, wurde zudem für alle x86-Macs eine Firmwareaktualisierung veröffentlicht, in der ein BIOS-Kompatibilitätsmodul (Compatibility Support Module, CSM) enthalten war. Damit wurde es auf allen Intel-Macs möglich, BIOS-basierte Betriebssysteme auf Macs zu nutzen. Auch andere Betriebssysteme sind mit dem CSM lauffähig, so etwa Linux, das jedoch auch Apple-EFI voll unterstützt und damit auch ohne das CSM gestartet werden kann. Seit Windows 8 ist das Microsoft-Betriebssystem grundsätzlich auch nativ auf Apple-EFI, ganz ohne Boot Camp und ohne CSM, auf Macs installierbar. Allerdings helfen nach wie vor die von Apple vorbereiteten Treiber, die durch den Einrichtungs-Assistenten von Boot Camp heruntergeladen werden, bei der Installation von Windows.
Seit Apples Abkehr von Intel CPUs ist eine Installation von Microsoft Windows auf dem Mac Mini nicht mehr möglich.

## Modellgeschichte

### Modellnummer A1103 – PowerPC G4
| Identifier   | Veröffentlichung   | Bestellnummer(n) | Familie   | macOS (maximal) | Ausstattung standard / optional |
| ------------ | ------------------ | ---------------- | --------- | --------------- | --- |
| PowerMac10,1 | 11. Januar 2005    | M9686LL/A        | Mac mini  | 10.3.7 (10.5.8) | PowerPC 7447a mit 1,25 GHz, 256 MB PC2700 DDR (333 MHz) RAM (max. 1 GB möglich), Radeon 9200 (AGP×4) mit 32 MB VRAM, DVI, 40 GB 2,5″-HDD Ultra ATA/100 (4200 U−1), 8×DVD/CD-RW „Combo Drive“ od. 4×DVD±RW/CD-RW „SuperDrive“, 2×USB 2.0, 1×FireWire 400, 10/100-LAN, 56.6k-v.92-Modem, Bluetooth, „Airport Extreme“ WLAN 802.11a/b/g                                     |
| PowerMac10,1 | 11. Januar 2005    | M9687LL/A        | Mac mini  | 10.3.7 (10.5.8) | wie M9686LL/A, aber mit 1,42-GHz-Prozessor und mit 80 GB HDD |
| PowerMac10,1 | 26. Juli 2005      | M9686LL/B        | Mac mini  | 10.3.7 (10.5.8) | wie M9686LL/A, aber mit 512 MB RAM |
| PowerMac10,1 | 26. Juli 2005      | M9687LL/B        | Mac mini  | 10.3.7 (10.5.8) | wie M9687LL/A, aber mit 512 MB RAM, DVD±RW/CD-RW „SuperDrive“, Bluetooth und „Airport Extreme“ WLAN 802.11a/b/g, 56.6k-v.92-Modem (nun optional) |
| PowerMac10,2 | 27. September 2005 | M9686LL/B        | Late 2005 | 10.4.2 (10.5.8) | wie M9686LL/B, aber mit 1,33-GHz-Prozessor, Bluetooth 2.0+EDR, „Airport Extreme“ WLAN 802.11a/b/g und 56.6k-v.92-Modem (nun optional); die Festplatte wurde von 4200 auf 5400 U−1 und das optische Laufwerk „SuperDrive“ von 4× auf 8× beschleunigt auch bekannt als silent upgrade, weil dieses Modell nie offiziell vorstellt wurde                                    |
| PowerMac10,2 | 27. September 2005 | M9687LL/B        | Late 2005 | 10.4.2 (10.5.8) | wie M9687LL/B, aber mit 1,5-GHz-Prozessor, Radeon 9200 (AGP×4) mit 64 MB VRAM, Bluetooth 2.0+EDR, „Airport Extreme“ WLAN 802.11a/b/g und 56.6k-v.92-Modem (nun optional); die Festplatte wurde von 4200 auf 5400 U−1 und das optische Laufwerk „SuperDrive“ von 4× auf 8× beschleunigt auch bekannt als silent upgrade, weil dieses Modell nie offiziell vorstellt wurde |

Der erste Mac mini besitzt einen DVI-Anschluss, eine RJ45-Fast-Ethernet-LAN-Buchse und optional einen Modem-Anschluss, zwei USB-2.0-Typ-A-Buchsen, eine FireWire-400-Buchse und einen analogen 3,5mm-Klinke-Stereo-Audioausgang. Zur Energieversorgung wird ein externes 85-Watt-Schaltnetzteil verwendet. Obwohl PowerPC-basiert war der originale Mac mini mit G4-Prozessor niemals für klassisches Mac OS ausgelegt, allerdings kann bis Mac OS X Tiger die Classic-Umgebung verwendet werden, um alte Mac-Applikationen auszuführen. Die letzte Version von Mac OS X für PowerPCs ist Leopard (10.5), die auch auf dem Mac mini G4 läuft.

#### Mac mini (PowerMac10,1)

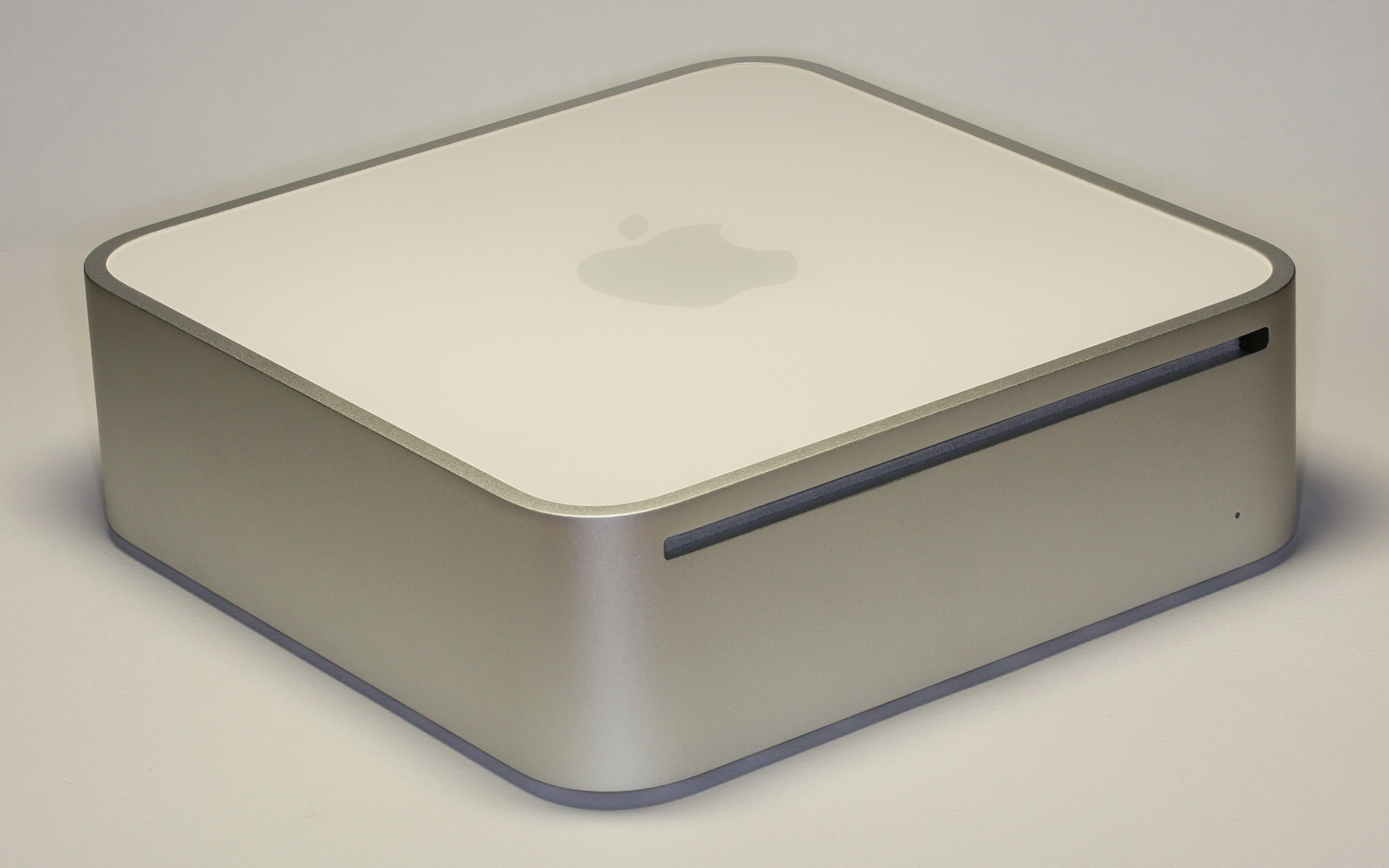
Gehäuse des Mac mini der Modellreihe A1176, der ersten Generation mit Intel-Prozessor. Das Gehäuse ist äußerlich identisch mit dem des Mac mini G4, Modellreihe A1103, und dem der nächsten Intel-Modellreihe A1283.

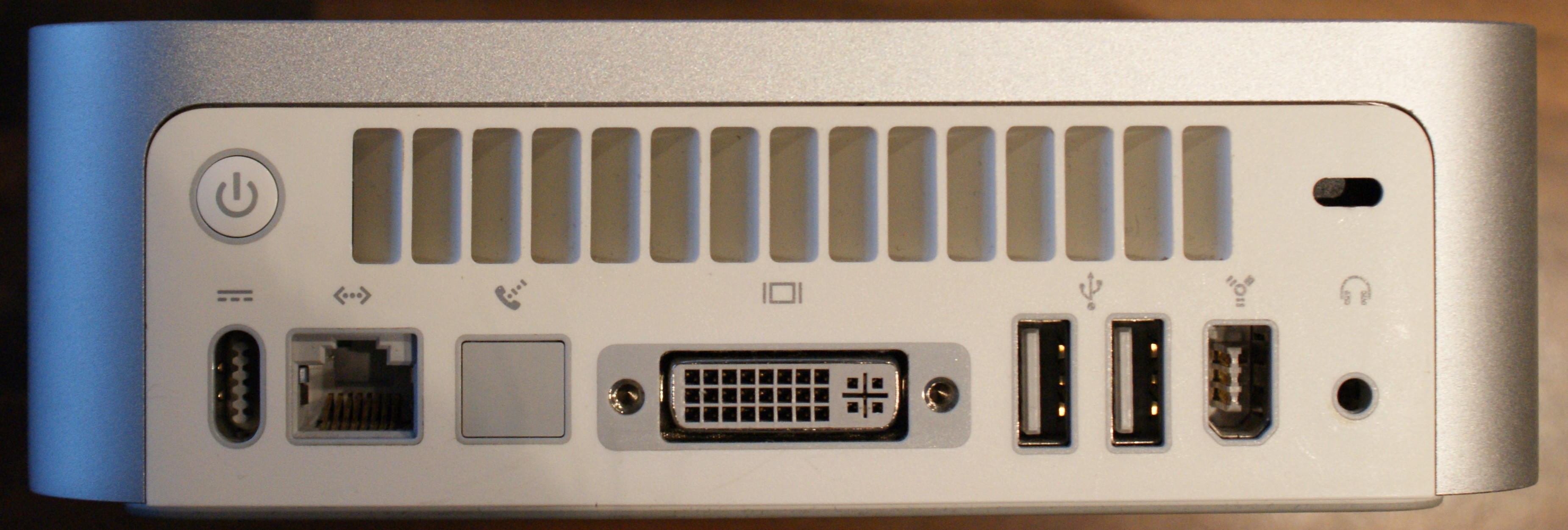
Schnittstellen an der Rückseite der Modellreihe A1103

Das 2005 vorgestellte Gerät verwendete einen auf der Hauptplatine verlöteten PowerPC-G4-Prozessor mit 1,25 oder 1,42 GHz Taktfrequenz in zwei, später drei Ausstattungsvarianten. Der Einstiegspreis der Basis-Variante war mit 489 Euro in Deutschland (nach heutiger Kaufkraft ca. 720 Euro; in Österreich jedoch um 10 Euro teurer) relativ niedrig. Das größere Modell mit 1,42-GHz-Prozessor kostete 100 Euro mehr (entspricht heute rund 150 Euro), und wer statt eines CD-RW- lieber ein DVD-Laufwerk eingebaut haben wollte, musste anfangs ebenfalls 100 Euro Aufschlag in Kauf nehmen. Später wurden die größeren Modelle jeweils mit einem DVD-Brenner („SuperDrive“) und einer 80-GB-Festplatte ausgeliefert, die kleineren mit einem CD-RW-Laufwerk („ComboDrive“) und einer 40-GB-Festplatte. Während im kleinsten Modell immer ein 56K-V.92-Modem eingebaut war, gab es dies beim größeren ab Mitte 2005 nur noch auf Bestellung. Ein Bluetooth-Modul und eine Airport-Extreme-Karte waren ab Mitte 2005 im größeren mini ab Werk eingebaut. Als Grafikkarte wurde in allen G4-minis eine Radeon 9200 mit 32 MB Grafikspeicher verbaut, im 1,42-GHz-Modell mit 64 MB. Die Grafikkarte hatte einen DVI-I-Ausgang und war nicht Core-Image-fähig.
Der Mac mini G4 arbeitet mit einem geregelten Lüfter; der Geräuschpegel liegt im Leerlauf laut Computermagazin c’t bei 0,3 sone und springt unter Last auf 1,6 sone. Die Leistungsaufnahme liegt bei 18 Watt im Normalbetrieb und maximal 30 Watt unter Volllast. Das mitgeliefte Betriebssystem war Mac OS X Panther (10.3.7).
Es gibt zwei USB-2.0-, einen Firewire-400- und einen 10/100-MBit-Ethernet-Anschlüsse sowie einen Ton-Ausgang („line out“). Es kann ein DDR-SDRAM-Modul (PC-2700) eingebaut werden, dieser Steckplatz ist werkseitig mit einem 256-MB-Modul bestückt. Der Arbeitsspeicher kann somit auf bis zu 1 GB (als ein Modul) erweitert werden. Die Festplatte ist ein 2,5″-ATA-Modell, das eingebaute optische Laufwerk ein ATA-Notebook-Laufwerk mit Einzugsmechanik. Somit ähneln die technischen Spezifikationen des Mac mini jenen des iBook G4.

#### Late 2005 (PowerMac10,2)
Mit der Einführung des Betriebssystems Mac OS X Tiger (10.4.2) wurde die Modellpalette Mitte 2005 auf drei Varianten aufgestockt und der Arbeitsspeicher auf 512 MB verdoppelt. Beim sogenannten „Silent-Upgrade“ im September 2005 wurde die Taktfrequenzen auf 1,33 GHz bzw. 1,50 GHz erhöht, der Preis blieb unverändert. Der Speicher war nun DDR-SDRAM PC3200U.

### Modellnummer A1176 – Intel x86
| Identifier | Veröffentlichung  | Bestellnummer(n) | Familie    | macOS(maximal)  | Ausstattung standard / optional |
| ---------- | ----------------- | ---------------- | ---------- | --------------- | --- |
| Macmini1,1 | 28. Februar 2006  | MA205LL/A        | Early 2006 | 10.4.5(10.6.8)  | Intel Core Solo T1200 mit 1,5 GHz, 512 MB PC2-5300 DDR2 (667 MHz) SDRAM (max. 2 GB möglich), Intel GMA950 (64 MB shared VRAM), DVI, 60 GB 2,5″-HDD SATA (5400 U−1), 8×DVD/CD-RW „Combo Drive“, 4×USB 2.0, 1×FireWire 400, 10/100/1000-LAN, Bluetooth 2.0+EDR, „Airport Extreme“ WLAN 802.11a/b/g, Apple Remote |
| Macmini1,1 | 28. Februar 2006  | MA206LL/A        | Early 2006 | 10.4.5(10.6.8)  | wie MA205LL/A, aber mit Intel Core Duo T2300 mit 1,66 GHz, 80 GB HDD und 2,4× double-layer „SuperDrive“ |
| Macmini1,1 | 6. September 2006 | MA206LL/A        | Late 2006  | 10.4.7(10.6.8)  | wie vorheriges MA206LL/A-Modell, aber nur mit 8×DVD/CD-RW „Combo Drive“ und nur mit 60 GB HDD |
| Macmini1,1 | 6. September 2006 | MA608LL/A        | Late 2006  | 10.4.7(10.6.8)  | wie ursprüngliches MA206LL/A-Modell, aber mit Intel Core Duo T2400 mit 1,83 GHz |
| Macmini2,1 | 7. August 2007    | MB138LL/A        | Mid 2007   | 10.4.10(10.7.5) | Intel Core 2 Duo T5600 mit 1,83 GHz, 1 GB PC2-5300 DDR2 (667 MHz) SDRAM (max. 4 GB möglich), Intel GMA950 (64 MB shared VRAM), DVI, 80 GB 2,5″-HDD SATA (5400 U−1), 8×DVD/CD-RW „Combo Drive“, 4×USB 2.0, 1×FireWire 400, 10/100/1000-LAN, Bluetooth 2.0+EDR, „Airport Extreme“ WLAN 802.11a/b/g, Apple Remote |
| Macmini2,1 | 7. August 2007    | MB139LL/A        | Mid 2007   | 10.4.10(10.7.5) | wie MB138LL/A, aber mit Intel Core 2 Duo T7200 mit 2,0 GHz, 120 GB HDD und 2,4× double-layer „SuperDrive“ |

Der erste Mac mini mit Intel-Prozessor verwendet dasselbe Gehäuse und dementsprechend ebenfalls ein externes Schaltnetzteil, nun allerdings mit 110 Watt. Im Unterschied zum ursprünglichen Mac mini mit G4-Prozessor hat er jedoch keinen Modem-Anschluss mehr, dafür nun Gigabit-Ethernet, die Anzahl der USB-2.0-Anschlüsse wurde verdoppelt auf vier, und er hat nun auch einen optischen Audioausgang sowie einen Infrarotempfänger. Die Prozessoren sind gesockelt, was einen Austausch der 32-Bit-Core-Prozessoren in den Mac-mini-Modellen von 2006 durch 64-Bit-fähige Core-2-Prozessoren ermöglicht, wie sie auch im Modell von 2007 verbaut sind. Aber auch mit Prozessor-Upgrade bleibt den Modellen von 2006 ein 32-Bit-EFI, sie sind daher nicht ohne weiteres für ein 64-Bit-Mac-OS-X geeignet. Ab Snow Leopard (10.6) kann das Betriebssystem auf unterstützten Macs mit einem 64-Bit-Kernel gestartet werden, bis Lion (10.7) steht parallel auch der bisherige 32-Bit-Kernel zur Verfügung. Ab Mountain Lion (10.8) ist 64-Bit schließlich Voraussetzung. Apple stellt jedoch keine 64-Bit-Treiber für die integrierten Grafikchips GMA950 und X3100 bereit, sodass auch das Modell von 2007 mit 64-Bit-EFI nicht mit Mountain Lion und neuer kompatibel ist.

#### Early 2006 (Macmini1,1)

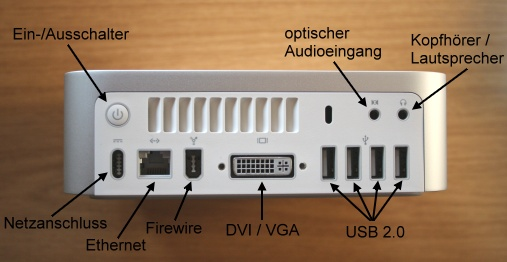
Schnittstellen an der Rückseite der Modellreihe A1176

Am 28. Februar 2006 wurde der Mac mini der ersten Generation mit Intel-x86-Prozessor vorgestellt. Äußerlich gegenüber dem ursprünglichen Design mit PowerPC-Architektur nahezu identisch, durch die intern nun genutzte Intel-Core-Architektur innen nun mit entsprechend grundlegend veränderter Technik. Das Betriebssystem und die Anwendungsprogramme mussten dafür von der PowerPC-Architektur auf IA-32 überführt werden, was in der Übergangsphase mit Universal-Apps bewerkstelligt wurde.
In der ersten Ausstattungsvariante hat der Rechner eine Core-Solo-T1200-CPU mit 1,5 GHz und eine 60-GB-2,5"-SATA-Festplatte mit 5400 min−1 sowie ein CD-RW-Combo-Laufwerk.
Die zweite Ausstattungsvariante enthält die mit 1,66 GHz getaktete Mehrkern-CPU Core Duo T2300 und eine 9,5 mm hohe 80-GB-2,5"-SATA-Festplatte mit 5400 min−1 sowie ein DVD-R/DVD-RW-SuperDrive, welches auch zweilagige DVDs beschreiben kann.
Beide Modelle haben 512 MB Arbeitsspeicher, deren zwei 256 MB DDR2-667-Module in SO-DIMM-Steckplätzen stecken. Gegenüber der PowerPC-Generation des Mac mini sind nun zwei statt nur ein Steckplatz für Speichermodule verbaut, und zwar für insgesamt bis zu 2 GB Arbeitsspeicher. Bedingt durch die Chipsatz-Grafik (s. u.), sollten grundsätzlich zwei gleiche Module eingebaut werden, da hierdurch der Dual-Channel-Modus des Speichers genutzt wird und sich so ein Geschwindigkeitsvorteil ergeben soll.
Die Ethernet-Schnittstelle ist nun eine 10/100/1000-MBit-Variante. Gegenüber dem vorangegangenen Modell bietet der Mac mini nun sowohl analoge („line in/out“) als auch optisch-digitale Ton-Ein- und -Ausgänge und kann damit auch Raumklang ausgeben. Die Anzahl der USB-Anschlüsse wurde auf vier erweitert, es gibt auch eine Firewire-400-Schnittstelle. Die Grafikeinheit des Mac mini ist ein im Chipsatz integrierter Intel-GMA950-Grafikprozessor („Chipsatzgrafik“), der im Betriebssystem mit „shared RAM“ betrieben wird, der unter Mac OS X mit 64 MB fest eingestellt ist. Das auf dem Mac mini mit Boot Camp installierbare Windows XP nutzt dynamisch zwischen 16 MB und 224 MB „shared RAM“. Die Grafikkarte kann die Bildsignale über DVI-I ausgeben (der VGA-Adapter liegt wieder bei), neu ist die Unterstützung für S-Video über einen als Zubehör erhältlichen Adapter.
Ebenfalls neu ist ein eingebauter Infrarotempfänger, welcher mit der ebenfalls mitgelieferten Fernbedienung Apple Remote für Front Row zusammenarbeitet. Der Empfänger wurde von Apple direkt im Gehäuseschlitz für das optische Laufwerk integriert. Beide Modelle bringen nun standardmäßig AirPort Extreme (802.11g) und Bluetooth mit. Das Modem der vorangegangenen Mac-mini-Generation ist nicht mehr Bestandteil des Lieferumfangs, es kann jedoch als externes USB-Gerät nachgekauft werden.
Eine weitere Neuerung ist, dass die CPU des Mac mini nun in einem Prozessorsockel sitzt – Sockel 479 – und damit durch einen kompatiblen leistungsfähigeren Prozessor aufgerüstet werden kann.
Dem Mac mini „Early 2006“ liegen Mac OS X Tiger in Version 10.4.5 und iLife '06 bei. Zusätzlich sind die Programme Big Bang Board Games und Comic Life sowie diverse Demos installiert. Die letzte offiziell lauffähige Betriebssystemversion ist Mac OS X Snow Leopard (Version 10.6.8).

#### Late 2006 (Macmini1,1)
Am 6. September 2006 führte Apple eine Produkt-Verbesserung durch, bei der auch die Mac-mini-Serie mit neuen Prozessoren ausgestattet wurde. Der Core-Solo-Prozessor wurde dabei aus dem Programm genommen. Die Ausstattungsvariante mit dem bisherigen Core Duo T2300 mit 1,66 GHz wurde ergänzt durch eine teurere Ausstattungsvariante mit T2400 mit 1,83 GHz. Das mitgelieferte Betriebssystem war nun Tiger in Version 10.4.7.

#### Mid 2007 (Macmini2,1)
Am 7. August 2007 wurde angekündigt, den Mac mini mit neueren Prozessoren vom Typ Core 2 Duo auszustatten, wahlweise mit 1,83 GHz T5600 oder 2 GHz T7200. Das Apple-eigene EFI ist nun in 64-Bit implementiert, jedoch wird wegen fehlender 64-Bit-Treiber für den integrierten Grafikprozessor („IGP“, integrated graphics processor) weiterhin nur ein 32-Bit-Kernel unterstützt. Entgegen der offiziellen Herstellerangabe (maximal 2 GB) können diese Modelle bis zu 4 GB Arbeitsspeicher aufnehmen.
Zum Lieferumfang des „Mitte-2007“-Mac-mini gehört das Betriebssystem Mac OS X 10.4.10 und iLife ’08.

### Modellnummer A1283 – Intel x64
| Identifier | Veröffentlichung | Bestellnummer(n) | Familie    | macOS (maximal)         | Ausstattung standard / optional |
| ---------- | ---------------- | ---------------- | ---------- | ----------------------- | --- |
| Macmini3,1 | 3. März 2009     | MB463LL/A        | Early 2009 | 10.5.6 (10.11.6)        | Intel Core 2 Duo P7350 mit 2,0 GHz oder P8400 mit 2,26 GHz, 1 GB PC3-8500 DDR3 (1066 MHz) SDRAM (max. 4 GB möglich, inoffiziell 8 GB mit EFI-Firmware-Update 1.2), Nvidia GeForce 9400M (128-256 MB shared VRAM), Mini-DVI und Mini-DisplayPort, 120 GB, 250 GB oder 320 GB2,5″-HDD SATA II (5400 U−1), 8× double-layer „Super Drive“, 5×USB 2.0, 1×FireWire 800, 10/100/1000-LAN, Bluetooth 2.1+EDR, „Airport Extreme“ WLAN 802.11a/b/g/n |
| Macmini3,1 | 3. März 2009     | MB464LL/A        | Early 2009 | 10.5.6 (10.11.6)        | wie MB463LL/A, aber mit 2 GB PC3-8500 DDR3 (1066 MHz) SDRAM (max. 4 GB möglich, inoffiziell 8 GB mit EFI-Firmware-Update 1.2) und 320 GB 2,5″-HDD SATA II (5400 U−1) |
| Macmini3,1 | 20. Oktober 2009 | MC238LL/A        | Late 2009  | 10.6 (10.11.6)          | Intel Core 2 Duo P7750 mit 2,26 GHz oder P8700 mit 2,53 GHz, 2 GB PC3-8500 DDR3 (1066 MHz) SDRAM (max. 4 GB möglich, inoffiziell 8 GB), Nvidia GeForce 9400M (256 MB shared VRAM), Mini-DVI und Mini-DisplayPort, 160 GB, 320 GB oder 500 GB2,5″-HDD SATA II, 8× double-layer „Super Drive“, 5×USB 2.0, 1×FireWire 800, 10/100/1000-LAN, Bluetooth 2.1+EDR, „Airport Extreme“ WLAN 802.11a/b/g/n                                           |
| Macmini3,1 | 20. Oktober 2009 | MC239LL/A        | Late 2009  | 10.6 (10.11.6)          | wie MC238LL/A, aber mit Intel Core 2 Duo P8700 mit 2,53 GHz oder P8800 mit 2,66 GHz, 4 GB PC3-8500 DDR3 (1066 MHz) SDRAM (inoffiziell 8 GB möglich), 320 GB oder 500 GB 2,5″-HDD SATA II |
| Macmini3,1 | 20. Oktober 2009 | MC408LL/A        | Late 2009  | 10.6.1 Server (10.11.6) | wie MC239LL/A, jedoch ohne optisches Laufwerk, stattdessen 2×500 GB 2,5″-HDD SATA II; Mac OS X Snow Leopard Server “unlimited user” vorinstalliert |

Im Unterschied zur vorangegangenen Modellnummer A1176 sind nun bei den Modellen mit der Nummer A1283 die Prozessoren auf dem Logicboard verlötet. Die Anzahl der USB-2.0-Anschlüsse wurde auf fünf erhöht und der FireWire-400- durch einen FireWire-800-Anschluss ersetzt. Die DVI-Buchse ist nun als Mini-DVI ausgelegt, hinzugekommen ist ein Mini-DisplayPort-Anschluss. Die Mac-mini-Modellnummern A1283 sind für Mac OS X voll 64-Bit-fähig.

#### Early 2009 (Macmini3,1)

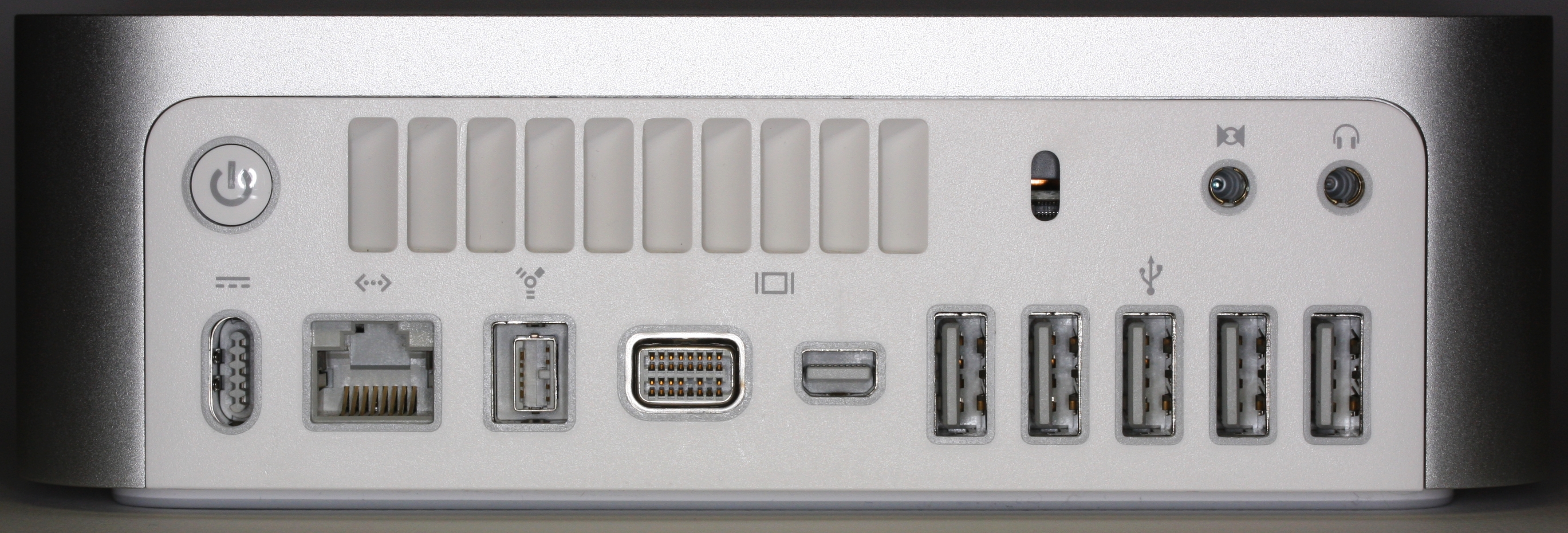
Die Rückseite eines Mac mini A1283

Am 3. März 2009 stellte Apple eine überarbeitete Version des Mac mini vor, ausgestattet mit Core-2-Duo-Prozessoren, wahlweise mit 2,0 oder 2,26 GHz. Im direkten Vergleich mit dem Vorgänger wurde ein leistungsfähigerer integrierter Grafikprozessor Nvidia Geforce 9400M verbaut sowie ein Mini-DisplayPort als Ergänzung zum weiter vorhandenen Mini-DVI-Anschluss. Unverändert wurde der Mac mini weiterhin mit 1 GB Speicher ausgeliefert, kann aber auf bis zu 4 GB bzw. nach Installation des „EFI Firmware Update 1.2“ auf 8 GB erweitert werden. Das drahtlose Netzwerk ist kompatibel mit dem 802.11n-Standardentwurf, außerdem hat der Mini nun fünf USB-Anschlüsse. Statt FireWire-400 ist nun die Variante mit bis zu 800 Mbit/s eingebaut. Die bisher im Lieferumfang enthaltene Apple Remote (Infrarotfernbedienung) ist nicht mehr enthalten.
Das Betriebssystem Mac OS X Leopard ist in Version 10.5.6 im Lieferumfang enthalten. Dank vollständiger 64-Bit-Fähigkeit ist dieser Mac mini nun auch mit Mac OS X Lion (10.7) bis El Capitan (10.11) voll kompatibel.

#### Late 2009 (Macmini3,1)

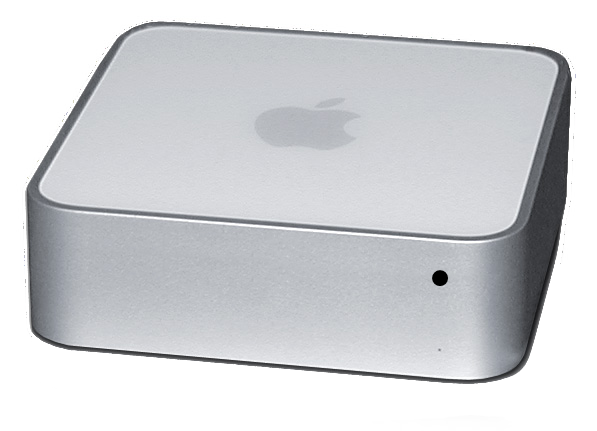
Der Server-Version des Mac mini A1283 fehlt das optische Laufwerk

Die Überarbeitung des Mac mini 2009 wurde gleichzeitig mit dem Mac mini Server, dem iMac und dem MacBook am 20. Oktober 2009 vorgestellt. Standardmäßig wurden zwei Varianten zum Preis von 549 Euro (nach heutiger Kaufkraft ca. 750 Euro) und 749 Euro (heute ≈1.020 Euro) angeboten, wobei die günstigste Ausführung einen Intel-Core-2-Duo-Prozessor P7550 mit 2,26 GHz Taktfrequenz, 2 GB DDR3-Arbeitsspeicher und eine 160-GB-Festplatte, die teurere einen Intel-Core-2-Duo-Prozessor P8700 mit 2,53 GHz Taktfrequenz, 4 GB DDR3-RAM und einer 320-GB-Festplatte verwendet. Als Aufpreis war auch ein Core-2-Duo-Prozessor P8800 mit 2,66 GHz Taktfrequenz als BTO-Option erhältlich. Die überarbeiteten Modelle „Spät-2009“ sind wie die Vorgänger mit SuperDrive, eingebautem Mono-Lautsprecher, AirPort und mit dem Nvidia-Grafikprozessor Geforce 9400M mit Mini-DVI und Mini-DisplayPort ausgestattet. Im Lieferumfang ist nun Mac OS X Snow Leopard und iLife enthalten.

#### Late 2009 Server (Macmini3,1)
Der Mac mini Server wurde erstmals am 20. Oktober 2009 vorgestellt. Er unterscheidet sich in der Hardware-Ausstattung kaum vom herkömmlichen Mac mini derselben Serie mit 2,53 GHz (Intel Core 2 Duo P8700), mit der Ausnahme, dass er anstatt eines optischen Laufwerks eine zweite Festplatte enthält; beide Festplatten sind mit 5400 U−1 drehende 2,5-Zoll-SATA-II-Laufwerke mit 500 GB Speicherkapazität. Softwareseitig ist Mac OS X Server 10.6.1 mit einer Lizenz für eine unbegrenzte Anzahl an Clients im Lieferumfang enthalten.

### Modellnummer A1347 – Unibody-Aluminium-Gehäuse
| Identifier | Veröffentlichung | Bestellnummer(n) | Familie   | macOS(maximal)          | Ausstattung standard / optional |
| ---------- | ---------------- | ---------------- | --------- | ----------------------- | --- |
| Macmini4,1 | 15. Juni 2010    | MC270LL/A        | Mid 2010  | 10.6.4 (10.13.6)        | Intel Core 2 Duo P8600 mit 2,4 GHz oder P8800 mit 2,66 GHz, 2 GB PC3-8500 DDR3 (1066 MHz) SDRAM (max. 8 GB möglich, inoffiziell 16 GB), Nvidia GeForce 320M (256 MB shared VRAM), HDMI und Mini-DisplayPort, 320 GB oder 500 GB2,5″-HDD SATA II (5400 U−1), 8× double-layer „Super Drive“, 4×USB 2.0, 1×FireWire 800, 10/100/1000-LAN, Bluetooth 2.1+EDR, „Airport Extreme“ WLAN 802.11a/b/g/n |
| Macmini4,1 | 15. Juni 2010    | MC438LL/A        | Mid 2010  | 10.6.4 (10.13.6)        | wie MC270LL/A mit Intel Core 2 Duo P8800 mit 2,66 GHz, aber mit 4 GB PC3-8500 DDR3 (1066 MHz) SDRAM (max. 8 GB möglich, inoffiziell 16 GB), jedoch ohne optisches Laufwerk, stattdessen 2×500 GB 2,5″-HDD SATA II (5400 U−1); Snow Leopard Server “unlimited user” vorinstalliert |
| Macmini5,1 | 20. Juli 2011    | MC815LL/A        | Mid 2011  | 10.7 (10.13.6)          | Intel Core i5-2415M mit 2,3 GHz, 2 GB PC3-10600 DDR3 (1333 MHz) SDRAM (max. 8 GB möglich, inoffiziell 16 GB), Intel HD Graphics 3000 Integrierter Grafikprozessor mit HDMI- und Thunderbolt-Port (rückwärtskompatibel zu Mini-DisplayPort), 500 GB 2,5″-HDD SATA 6G/s (5400 U−1) oder 750 GB (7200 U−1), SD-Kartenslot (SDXC), 4×USB 2.0, 1×FireWire 800, 10/100/1000-LAN, Bluetooth 4.0, „Airport Extreme“ WLAN 802.11a/b/g/n |
| Macmini5,2 | 20. Juli 2011    | MC816LL/A        | Mid 2011  | 10.7 (10.13.6)          | wie MC815LL/A, aber mit Intel Core i5-2520M mit 2,5 GHz oder Intel Core i7-2620M mit 2,7 GHz, 4 GB PC3-10600 DDR3 (1333 MHz) SDRAM (max. 8 GB möglich, inoffiziell 16 GB), Radeon HD 6630M mit dedeziert 256 MB GDDR5-Speicher, zusätzlich optional 256 GB SATA-6G/s-SSD oder 750 GB 2,5″-HDD SATA 6G/s (7200 U−1) + 256 GB SATA-6G/s-SSD |
| Macmini5,3 | 20. Juli 2011    | MC936LL/A        | Mid 2011  | 10.7 Server (10.13.6)   | wie MC815LL/A, aber mit Intel Core i7-2635QM mit 2,0 GHz, 4 GB PC3-10600 DDR3 (1333 MHz) SDRAM (max. 8 GB möglich, inoffiziell 16 GB), 2×500 GB 2,5″-HDD SATA 6G/s (7200 U−1), optional 2×750 GB (7200 U−1), 1× oder 2×256 GB SATA-6G/s-SSD sowie 750 GB (7200 U−1) + 256 GB SATA-6G/s-SSD; Lion Server vorinstalliert |
| Macmini6,1 | 23. Oktober 2012 | MD387LL/A        | Late 2012 | 10.8.1 (10.15.7)        | Intel Core i5-3210M mit 2,5 GHz, 4 GB PC3-12800 DDR3 (1600 MHz) SDRAM (max. 16 GB möglich), Intel HD Graphics 4000 Integrierter Grafikprozessor mit HDMI- und Thunderbolt-Port (rückwärtskompatibel zu Mini-DisplayPort), 500 GB 2,5″-HDD SATA 6G/s (5400 U−1), SD-Kartenslot (SDXC), 4×USB 3.0, 1×FireWire 800, 10/100/1000-LAN, Bluetooth 4.0, „Airport Extreme“ WLAN 802.11a/b/g/n |
| Macmini6,2 | 23. Oktober 2012 | MD388LL/A        | Late 2012 | 10.8.1 (10.15.7)        | wie MD387LL/A, aber mit Intel Core i7-3615QM mit 2,3 GHz 3720QM oder Intel Core i7-3720QM mit 2,6 GHz, 1 TB 2,5″-HDD SATA 6G/s (5400 U−1) oder 256 GB 2,5″-SSD SATA-6G/s-SSD oder 1 TB 2,5″-Fusion-Drive (intern 128 GB Flash) |
| Macmini6,2 | 23. Oktober 2012 | MD389LL/A        | Late 2012 | 10.8.2 Server (10.15.7) | wie MD388LL/A, aber mit 2×1 TB 2,5″-HDD SATA 6G/s (5400 U−1), optional stattdessen 1× oder 2×256 GB 2,5″-SSD SATA-6G/s-SSD; Mountain Lion Server vorinstalliert |
| Macmini7,1 | 16. Oktober 2014 | MGEM2LL/A        | Late 2014 | 10.10                   | Intel Core i5-4260U mit 1,4 GHz, 4 GB, 8 GB oder 16 GBLPDDR3 (1600 MHz) SDRAM (fix verlötet, nicht aufrüstbar), Intel HD Graphics 5000 Integrierter Grafikprozessor mit HDMI- und 2×Thunderbolt-2-Ports (rückwärtskompatibel zu Mini-DisplayPort), 500 GB 2,5″-HDD SATA 6G/s (5400 U−1) oder 1 TB 2,5″-Fusion-Drive (kombiniert 1 TB 2,5″ SATA 6G/sHDD mit 256 GB PCIe SSD, proprietärer Anschluss), SD-Kartenslot (SDXC), 4×USB 3.0, 10/100/1000-LAN, Bluetooth 4.0, „Airport Extreme“ WLAN 802.11ac (kompatibel mit 802.11a/b/g/n) |
| Macmini7,1 | 16. Oktober 2014 | MGEN2LL/A        | Late 2014 | 10.10                   | wie MGEM2LL/A, aber mit Intel Core i5-4278U mit 2,6 GHz oder Intel Core i7-4578U mit 3,0 GHz, 8 GB oder 16 GB LPDDR3 (1600 MHz) SDRAM (fix verlötet, nicht aufrüstbar), Intel Iris 5100 Integrierter Grafikprozessor und 1 TB 2,5″-HDD SATA 6G/s (5400 U−1) oder 256 GB SSD oder 1 TB 2,5″-Fusion-Drive(kombiniert 1 TB 2,5″ SATA 6G/s HDD mit 256 GB PCIe SSD, proprietärer Anschluss). |
| Macmini7,1 | 16. Oktober 2014 | MGEQ2LL/A        | Late 2014 | 10.10                   | wie MGEN2LL/A, aber mit Intel Core i5-4308U mit 2,8 GHz oder, wie auch bei Modell MGEN2LL/A als BTO, Intel Core i7-4578U mit 3,0 GHzund 1 TB 2,5″-Fusion-Drive(kombiniert 1 TB 2,5″ SATA 6G/sHDD mit 256 GB PCIe SSD, proprietärer Anschluss) oder 256 GB oder 512 GB SSD, ab 13. Januar 2016 auch 2 TB Fusion-Drive. |

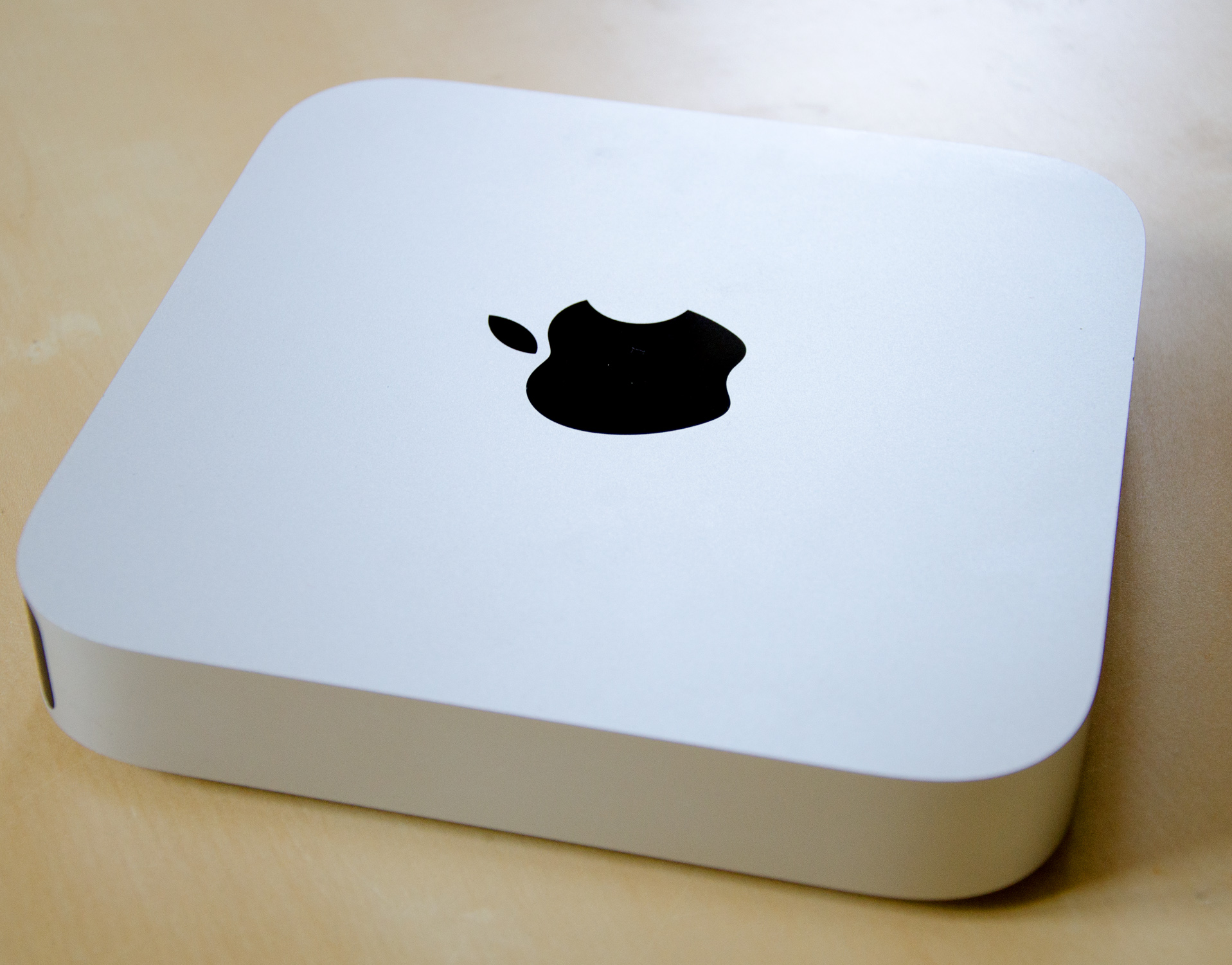
Mac mini Unibody-Modell A1347 (2010–2014).

Mit dieser Modellreihe wurde das Gehäuse grundlegend überarbeitet. Das Schaltnetzteil ist nun innerhalb des neuen Unibody-Gehäuses verbaut und auf 85 Watt ausgelegt.
Beim ersten Unibody-Modell von 2010 blieben die Anschlüsse im Vergleich zum Vormodell nahezu unverändert, allerdings wurde der DVI-Anschluss durch eine HDMI-Buchse ersetzt und die Anzahl der USB-2.0-Buchsen (Typ-A) hat sich um eins verringert; ein SD-Kartenslot, der zu SDXC-Karten kompatibel ist, kam hinzu. Mit dem Modell von 2011 wurde der Mini-Displayport-Anschluss durch einen Thunderbolt-Anschluss ersetzt, der allerdings rückwärtskompatibel ist. Ab dem Modell von 2012 sind die vier USB-Buchsen vom Typ-A USB 3.0, allerdings ohne die am PC übliche blaue Markierung. Im Modell von 2014 wurde der Thunderbolt-Anschluss auf Thunderbolt 2 aktualisiert und die Anzahl der Thunderbolt-Anschlüsse auf zwei verdoppelt, allerdings wurde gleichzeitig FireWire komplett gestrichen.
Wie schon beim Server-Modell von 2009 ist auch beim Mac mini Server 2010 kein optisches Laufwerk enthalten – dieses fehlt ab dem Modell von 2011 schließlich gänzlich. Der Desktop-Mac-mini 2010 ist somit der einzige mit optischem Laufwerk im überarbeiteten Unibody-Gehäuse.
Abgesehen vom auf dem Logicboard verlöteten x86-Prozessor von Intel waren bis zum Modell von 2012 die 2,5″-SATA-Festplatten oder -SSDs sowie die DIMMs (RAM) austausch- und somit aufrüstbar. Im Modell von 2014 ist der RAM hingegen fix auf dem Logicboard verlötet und die PCIe-SSD ist zwar angelehnt an M.2, jedoch proprietär von Apple und somit nicht zum M.2-Standard kompatibel.

#### Mid 2010 (Macmini4,1)

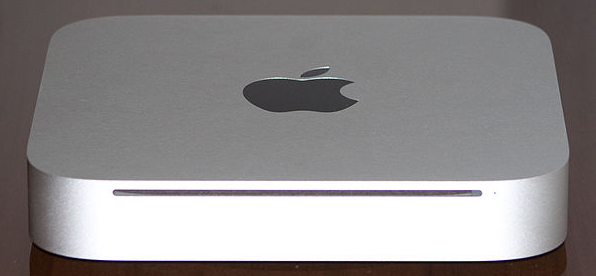
Mac mini A1347 von 2010. Es ist das einzige Unibody-Modell mit optischem Laufwerk.

Am 15. Juni 2010 veröffentlichte Apple die optische überarbeitete Mac-mini-Generation mit Unibody-Gehäuse. Dieses misst nun 19,7 × 19,7 cm (entspricht 7,7 Zoll) in der Breite und Tiefe, 3,6 cm (1,4 Zoll) in der Höhe - im Vergleich zum vorherigen Gehäuse ist es deutlich flacher bei größerer Grundfläche. Auf dem Logicboard sitzt nun ein fix verlöteter Intel-Core-2-Duo-Prozessor mit 2,4 GHz Taktfrequenz (P8600), zwei DIMM-Speicherbänken mit 2 GB DDR3-Arbeitsspeicher (maximal 16 GB möglich) und eine 320-GB-SATA-Festplatte; Optional war bei Bestellung auch ein P8800 mit 2,66 GHz Taktfrequenz konfigurierbar. Weiterhin hat sich, laut Apple, die Grafikleistung dank des Nvidia-Grafikprozessors GeForce 320M verdoppelt. Der neue Mac mini besitzt im Gegensatz zum Vorgänger ein integriertes Netzteil und nur noch vier USB-Anschlüsse, dafür aber einen HDMI-Anschluss. Über den Mini-DisplayPort kann nun ebenfalls ein Audiosignal ausgegeben werden. Das mitgelieferte Betriebssystem ist Mac OS X Snow Leopard in Version 10.6.4. Der erste Unibody-Mac-mini kostete in Deutschland 709 Euro (Preissenkung zum 2. November 2010, zuvor 809 Euro; nach heutiger Kaufkraft ca. 960 bzw. davor 1.090 Euro), in Österreich 699 Euro (heute ≈830 Euro) und in der Schweiz 849 Franken (damals ca. 660 Euro, heute ≈890 Euro).

#### Mid 2010 Server (Macmini4,1)
Dem ebenfalls am 15. Juni 2010 veröffentlichten Mac mini Server des ansonsten baugleichen Grundmodells fehlt, wie schon dem Vormodell, das optische Laufwerk. Stattdessen sind zwei 500-GB-Festplatten verbaut, was kombiniert somit eine Speicherkapazität von 1 TB ergibt. Als Ausstattungsvariante gab Apple den Intel-Core-2-Duo-Prozessor mit 2,66 GHz und 4 GB DDR3-Arbeitsspeicher vor, nur die Festplatten waren per Build-to-Order konfigurierbar. Die Server-Variante verwendet dieselbe Grafikkarte wie das Desktop-Modell, eine Nvidia GeForce 320M. Als Betriebssystem ist Mac OS X Server 10.6.4 mit der Lizenz für eine unbegrenzte Anzahl an Clients im Lieferumfang enthalten. Der Mac mini Server „Mitte 2010“ kostete in Deutschland seit der Preissenkung am 2. November 2010 999 Euro (zuvor 1.149 Euro; nach heutiger Kaufkraft ca. 1.350 bzw. davor 1.550 Euro), in Österreich ebenfalls 999 Euro (heute ≈1.180 Euro) und in der Schweiz 1.249 Franken (damals ca. 970 Euro, heute ≈1.310 Euro).

#### Mid 2011 (Macmini5,1undMacmini5,2)

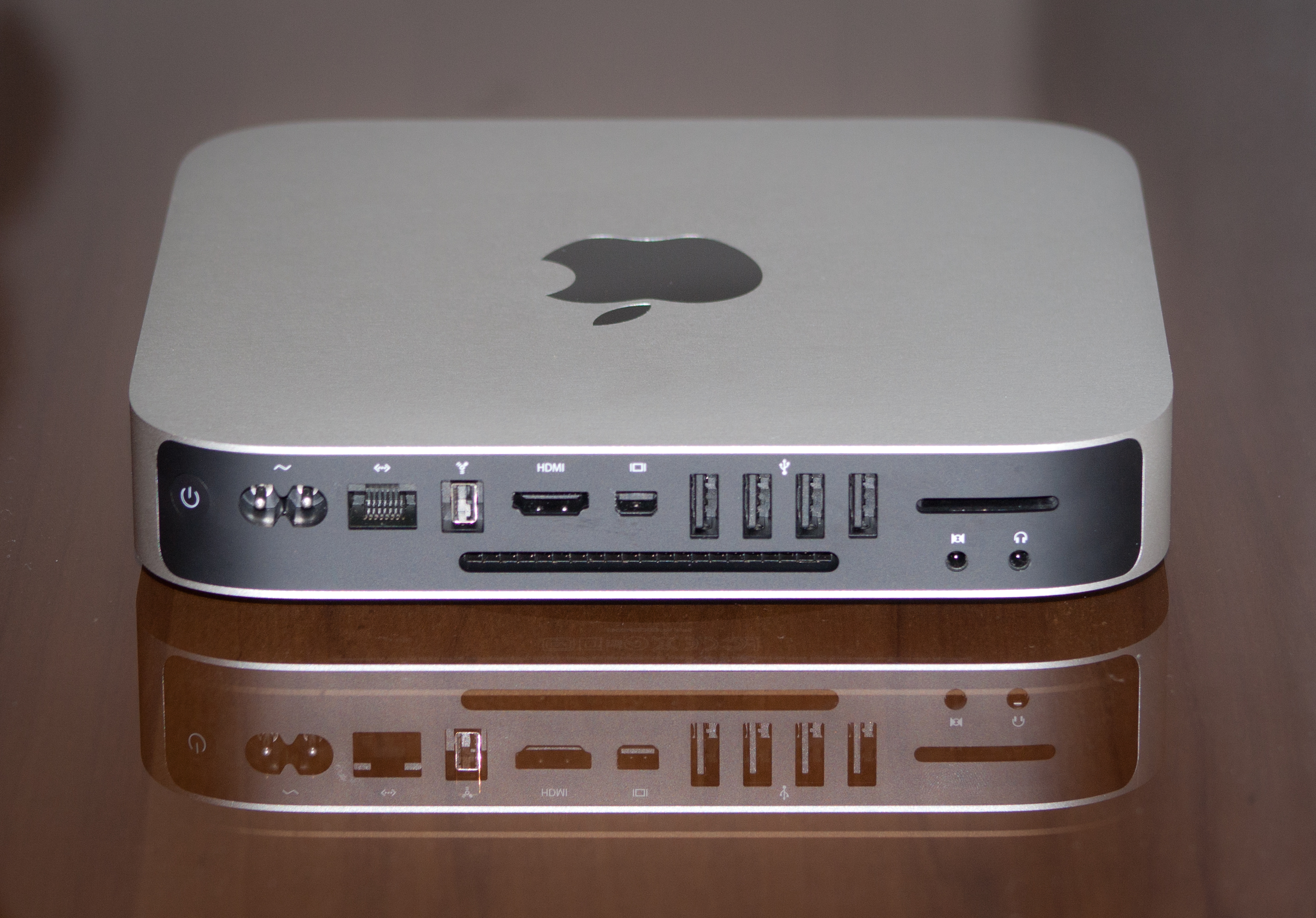
Schnittstellen an der Rückseite eines Mac mini A1347 von 2010. Bis zum Modell von 2012 bleiben die Anschlüsse nahezu unverändert.

Im Zuge der Veröffentlichung von Mac OS X Lion wurde auch der Mac mini im Juli 2011 überarbeitet. Apple verzichtete auf ein optisches Laufwerk und stattete den Mac mini mit Intels Core-i5- (2,3 GHz 2415M oder 2,5 GHz 2520M) oder Core-i7- (2,7 GHz 2620M) Dual-Core-Prozessoren der 2. Generation aus. Bei der Grafikkarte konnten Kunden zwischen der Intel HD Graphics 3000 (Macmini5,1) und einer AMD Radeon HD 6630M (Macmini5,2) wählen. Ebenfalls enthalten ist ein Thunderbolt-Anschluss, der auch beim iMac, MacBook Pro und MacBook Air seit Mitte 2011 angeboten wurde.
Ursprünglich hätte dieses Modell wohl noch mit Mac OS X Snow Leopard (10.6.7 oder 10.6.8) ausgeliefert werden sollen, da in diesen Versionen des Betriebssystems Treiber speziell für den Mac mini „Mid 2011“ enthalten sind. Mit der Wiederherstellungs-DVD des MacBook „Early 2011“, das eine sehr ähnliche Hardware besitzt, ist es sogar möglich, Snow Leopard auf dem Mac mini Macmini5,2 zu installieren, da darauf die benötigten Treiber für die Radeon-Grafikkarte enthalten sind, die in den regulären Versionen von Mac OS X ab 10.6.7 fehlen. Die Installation ist somit zwar möglich, aber nicht trivial. Snow Leopard ist die letzte Version des Betriebssystems mit Rosetta, mit dem PowerPC-basierte Mac-OS-X-Programme ausgeführt werden können.

#### Mid 2011 Server (Macmini5,3)
Der Mac mini Server 2011 ist identisch mit dem Grundmodell Macmini5,1, bis auf den Prozessor Core i7 Quad-Core 2635QM mit 2,0 GHz Taktrate und dem vorinstallierten Betriebssystem Lion Server. Als Grafikoption stand nur die Intel HD Graphics 3000 zur Verfügung. Konfigurationsoptionen beinhalteten größere Festplatten (2 × 750 GB statt 2 × 500 GB), SSDs (2 × 256 GB) oder eine Kombination aus beiden.

#### Late 2012 (Macmini6,1undMacmini6,2)

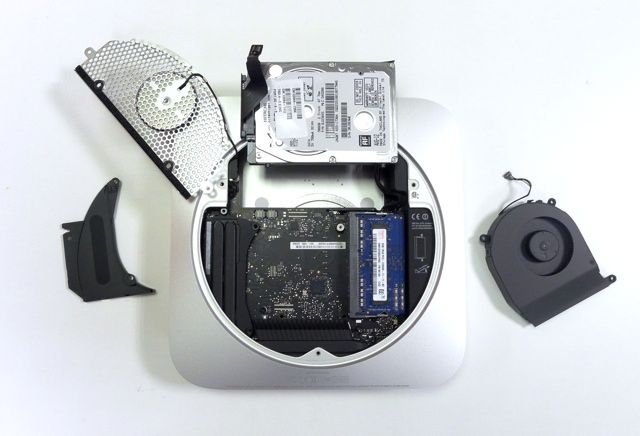
Geöffneter Mac mini 2012 (nahezu identisch mit den Modellen aus 2010 und 2011). Die SATA-Festplatten (oder SSDs) und die DIMMs sind austauschbar.

In der im Oktober 2012 vorgestellten Generation wurden mit Intels Core-i5- (2,5 GHz Dual-Core, Macmini6,1) oder i7-Prozessoren (2,3 oder 2,6 GHz Quad-Core, Macmini6,2) schnellere Ivy Bridge-Prozessoren verbaut, erstmals auch Vierkern-CPUs. Der Grafikchip ist nun bei allen Modellen der integrierte Intel HD Graphics 4000, ein dedizierter Grafikchip war nicht mehr verfügbar. Die vier USB-Anschlüsse unterstützen nun das schnellere USB 3.0. Alle Modellvarianten haben mindestens 4 GB mit 1600 MHz getakteten DDR3-SDRAM. Die Festplattenkapazität erhöhte sich auf maximal 1 TB.
Alle Modellvarianten verteuerten sich in Deutschland dabei gegenüber den Modellen von 2011 um 30 Euro.

#### Late 2012 Server (Macmini6,2)
Ende 2012 wurde mit dem Mac Mini 2012 auch ein neuer Mac Mini Server vorgestellt. Er ist identisch mit dem stärkeren Desktop-Modell Macmini6,2, besitzt also einen Intel Core i7-Quadcore-CPU mit 2,3 oder 2,6 GHz. Für den Arbeitsspeicher konnte zwischen 4, 8 oder 16 GB DDR3 mit 1600 MHz gewählt werden. Als Festplatte waren zwei mal 1 TB, eine 256 GB SSD oder zwei 256 GB SSDs erhältlich. Werkseitig war OS X Mountain Lion Server installiert.
Der Mac mini „Spät-2012 Server“ war der vierte und bisher letzte Mac mini Server, denn mit der Vorstellung des Nachfolgemodells Late 2014 wurde die Server-Ausgabe des Mac mini eingestellt.

#### Late 2014 (Macmini7,1)
Im Oktober 2014 stellte Apple die letzte Überarbeitung des ursprünglichen Unibody-Modells ohne optisches Laufwerk vor.
In der Standardversion verbaute Apple einen 1,4 GHz (mit Turbo Boost bis zu 2,7 GHz) Intel Core i5-Zweikernprozessor der vierten Generation (Haswell). Auf Wunsch konnte bei Bestellung auf einen i5-Dual-Core-Prozessor mit 2,6 GHz oder 2,8 GHz (Turbo Boost bis 3,1 GHz oder 3,3 GHz) oder einen Core-i7-Dual-Core-Prozessor mit 3,0 GHz (Turbo Boost bis zu 3,5 GHz) aufgerüstet werden. Standardmäßig waren 4 GB 1600 MHz LPDDR3-Arbeitsspeicher vorkonfiguriert, die sich bei der Bestellung bis zu 16 GB erweitern ließen. Da der Arbeitsspeicher nun jedoch fix auf dem Logicboard verlötet ist, ist ein nachträgliches Upgrade durch den Anwender nicht mehr möglich. Als Grafikchip kommt ein „Intel HD Graphics 5000“ zum Einsatz, optional „Intel Iris Graphics“. Zudem wurde zeitweise keine 2-TB-Fusion-Drive-Variante der Festplatte mehr angeboten. An Schnittstellen gibt es zwei Thunderbolt-2-Ports, vier USB-3.0-Ports, einen HDMI-Port, einen SDXC-Speicherkartensteckplatz, einen Gigabit-Ethernet-Port und einen Audio-Eingang und -Ausgang. Ein- und Ausgang bieten auch eine optische, digitale Datenübertragung nach dem AC‑3-Standard, womit der Mac mini 2014 Teil einer hochwertigen Wiedergabekette für Audiosignale bzw. Musik werden kann, wenn er über ein optisches Digitalkabel an einen externen DAC angeschlossen wird. Für kabellose Kommunikation zum Rechner stehen Bluetooth 4.0, ein IR-Empfänger und Wi-Fi 802.11ac (kompatibel mit IEEE 802.11a/g/b/n) zur Verfügung. Im Lieferumfang war der Mac mini und ein Netzkabel enthalten.
Apple gab mit Berufung auf die Rangliste der mit dem Energy-Star-Label versehenen Geräte an, der Mac mini (2014, Anm.) sei der „energieeffizienteste Desktop-Computer der Welt“.
Vorinstalliert war das Apple-Desktop-Betriebssystem OS X Yosemite, die iWork- und die iLife-Suites standen kostenlos zum Herunterladen über den Mac App Store zur Verfügung.
Das aktuellste Betriebssystem-Update ist macOS Monterey (Version 12.7.5 vom 13. Mai 2024).

### Modellnummer A1993 – Unibody in Space-Grau
| Identifier | Veröffentlichung | Bestellnummer(n) | Familie   | macOS(maximal) | Ausstattung standard / optional |
| ---------- | ---------------- | ---------------- | --------- | -------------- | --- |
| Macmini8,1 | 30. Oktober 2018 | MRTR2LL/A        | Late 2018 | 10.14.1        | Intel Core i3-8100 mit 3,6 GHz, 8 GB PC4-21300 DDR4 (2666 MHz) SDRAM (max. 64 GB möglich), Intel UHD Graphics 630 Integrierter Grafikprozessor (1,5 GB shared VRAM) mit HDMI- und 2×Thunderbolt-3-Ports, 128 GB oder 256 GB, 512 GB, 1 TB, 2 TB PCIe-SSD (fix verlötet, nicht austauschbar), 3,5mm-Klinke, 2×USB 3.1, zusätzlich 2×Thunderbolt-3-USB-C-Ports (insgesamt 4), 10/100/1000-LAN oder Nbase-T Ethernet, Bluetooth 5.0, WLAN 802.11ac (kompatibel mit 802.11a/b/g/n) |
| Macmini8,1 | 30. Oktober 2018 | MRTT2LL/A        | Late 2018 | 10.14.1        | wie MRTR2LL/A, jedoch mit Core-i5-Prozessor mit 3,0 GHz oder Core-i7-Prozessor mit 3,2 GHz, 256 GB oder 512 GB, 1 TB, 2 TB PCIe-SSD (fix verlötet, nicht austauschbar) |

#### Late 2018 (Macmini8,1)

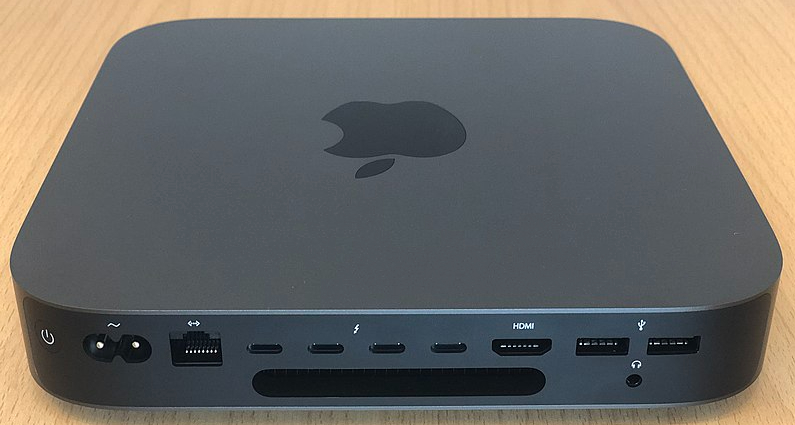
Schnittstellen an der Rückseite der Modellreihe A1993

Im Oktober 2018 wurde der Macmini8,1 mit der Modellnummer A1993 vorgestellt. Es wird als „Late 2018“ bezeichnet und hat wie sein Vorgänger ein Unibody-Gehäuse aus Aluminium, nun jedoch in der Farbe Space-Grau. Das Gehäuse ist unverändert quadratisch mit einer Seitenlänge von 19,7 cm sowie 3,6 cm hoch, jedoch verwendet Apple nun nur wiederverwendetes (Anm.: nicht recyceltes) Aluminium aus eigener Produktion. Die Farbe ist identisch mit der des iMac Pro und ist im Vergleich zu den Vormodellen dunkler. Das Gewicht von rund 1,3 kg variiert je nach Konfiguration.
In das Einstiegsmodell verbaut Apple einen Vierkern-Core-i3-Prozessor der achten Generation (Coffee Lake) mit 3,6 GHz Taktfrequenz von Intel. In den teureren Konfigurationen werden Intel-Sechskern-Core-i5-Prozessor mit 3,0 GHz (Turbo Boost bis zu 4,1 GHz) oder Core i7 mit 3,2 GHz (Turbo Boost bis zu 4,6 GHz) der achten Generation verbaut. Standardmäßig werden 8 GB DDR4-Arbeitsspeicher (2666 MHz) verwendet, die sich auf bis zu 64 GB erweitern lassen. Der PCIe-SSD-Festplattenspeicher ist fest mit dem Logicboard verlötet. Als Grafikprozessor kommt die im jeweiligen Intel-Chip integrierte UHD Graphics 630 zum Einsatz.
Apples macOS Mojave ist als Betriebssystem vorinstalliert. An Schnittstellen gibt es einen Gigabit-Ethernet-Anschluss (optional 10 Gbit Ethernet), zwei USB-3-Anschlüsse (bis zu 5 Gbit/s), einen HDMI-2.0-Anschluss (unterstützt Multichannel-Audioausgabe), einen 3,5-mm-Kopfhöreranschluss (der im Gegensatz zu dem Modell aus 2014 keine digitale optische Schnittstelle mehr beinhaltet, dafür unterstützt der HDMI-2.0-Anschluss Multichannel-Audioausgabe) und vier USB‑C / Thunderbolt-3-Anschlüsse (bis zu 40 Gbit/s) mit Unterstützung für DisplayPort, USB 3.1 (2. Generation mit bis zu 10 Gbit/s), Thunderbolt 2. DVI- und VGA-Anschlüsse sind mit entsprechenden Adaptern verfügbar. Die Datenübertragung ist zudem über den Wi-Fi-Standard 802.11ac und Bluetooth 5 möglich.
Apple verwendet nun auch den selbst entwickelten T2-Chip für einen sicheren Boot-Prozess, bei Apple „Secure Boot“ bezeichnet. Auch das Passwort für die Verschlüsselung per FileVault und die Daten zur Erkennung des Anwenders durch Siri („Hey, Siri!“) werden in der „Secure Enclave“ auf dem T2-Chip gespeichert.
Am 9. Juli 2019 wurden die Preise der SSD-Optionen mit mehr als 256 GB reduziert.

### Modellnummer A2330 – Developer Transition Kit
| Identifier | Veröffentlichung | Bestellnummer(n) | Familie   | macOS(maximal) | Ausstattung standard / optional |
| ---------- | ---------------- | ---------------- | --------- | -------------- | --- |
| ADP3,2     | 22. Juni 2020    | MYAL2LL/A        | Apple DTK | 11.0           | Apple-A12Z-Bionic-ARM-SoC mit 2,4 GHz (8 Kerne: 4 Hochleistungskerne und 4 energieeffiziente Kerne), 16 GB RAM (fest verlötet), HDMI-2.0-Ports, 512 GB SSD (fix verlötet), 2×USB-C- und 2×USB 3.0-Ports (insgesamt 4), 10/100/1000-LAN, Bluetooth 5.0, WLAN 802.11ac (kompatibel mit 802.11a/b/g/n) |

Bei der Umstellung von Intel auf „Apple Silicon“ mit macOS Big Sur wurde mit dem „Developer Transition Kit“ (DTK) ein intern modifizierter Mac mini verwendet, in dem ein A12Z-ARM-SoC von Apple statt der bisherigen Intel-Prozessoren verbaut war. Dies sollte es Entwicklern ermöglichen, ihre Anwendungsprogramme auf die neue Prozessorarchitektur und das neue Betriebssystem zu portieren und zu testen. Das Mac-mini-DTK wurde auf der WWDC 2020 interessierten Entwicklern, wie bei früheren DTKs ebenfalls üblich, kostenpflichtig als Leihgabe zur Verfügung gestellt und musste nach der Umstellungsphase wieder an Apple zurückgegeben werden.

### Modellnummer A2348 – Apple M1

#### Ende 2020 (Macmini9,1)
Der am 10. November 2020 vorgestellte Mac mini, Modell „Ende 2020“, nutzt äußerlich das gleiche Gehäuse wie seine direkten Vorgänger, allerdings wieder im Silber der Modelle bis 2014. Mit diesem Modell vollzog Apple den Wechsel von den bisherigen x86-Prozessoren von Intel hin zur auf der Arm-Architektur basierenden Eigenentwicklung Apple M1. Das vorinstallierte Betriebssystem ist macOS Big Sur.

### Modellnummer A2686 und A2816 – Apple M2

#### 2023 (Macmini14,3undMacmini14,12)
Am 17. Januar 2023 stellte Apple den Mac mini, Modell „2023“, mit dem Apple M2-Prozessor vor. Anders als bei seinem Vorgänger bietet Apple einen Mac mini auch mit dem Apple M2 Pro-Prozessor an.

### Modellnummer A3238 und A3239 – Apple M4

Mac mini von 2024 mit dem kleineren Gehäuse

#### 2024 (Macmini16,10undMacmini16,15)
Am 29. Oktober 2024 veröffentlichte Apple den Mac mini „2024“ mit Apple M4- oder M4 Pro-Prozessor und einem signifikant kleineren Gehäuse. Die Abmessungen betragen nun 12,7 × 12,7 × 5,0 cm und das Gewicht ca. 0,7 kg. Der Arbeitsspeicher in der Basiskonfiguration wurde erweitert auf 16 GB (M4) bzw. 24 GB (M4 Pro). Der Mac Mini mit M4 Pro verfügt nun erstmals über Thunderbolt 5-Anschlüsse.